# Marc-Théodore Bourrit
Marc-Théodore Bourrit (1739-1819) fue un viajero y escritor suizo.

## Biografía
Era miembro de una familia de origen francés refugiada en Ginebra por razones religiosas. Su padre ejercía de relojero allí, y Bourrit fue educado en su ciudad natal. Fue un buen artista, aguafuertista y pastor de la iglesia, donde gracias a su afinada voz y su amor por la música fue designado en 1768 como cantor de la iglesia de St Peter (la antigua catedral) en Ginebra.
El puesto de pastor, le habilitó para dedicar parte de su vida a la exploración de los Alpes, por los que tenía una gran pasión desde que en 1761 escaló el Voirons, cerca de Ginebra. En 1775, hizo su primer ascenso al Buet (3096 m) por la ruta habitual de Pierre à Bérard, donde una gran roca plana conocida como la Table au Chantre aún se conserva en su memoria. Entre 1784 y 1785 fue el primer escalador en intentar ascender al Mont Blanc, desafío que no consiguió en 1786 y tampoco en sus posteriores intentos en 1788. Por otro lado, se encargó de reabrir en 1787 la ruta sobre el Col du Géant (3371 m), que había caído en el olvido, y viajó también a las montañas del Valais, del Bernese Oberland.
Recibía una pensión de Luis XVI, y fue nombrado el historiographe des Alpes por el Emperador José II, quién le visitó en Ginebra. Su última visita a Chamonix fue en 1812.

## Escritos

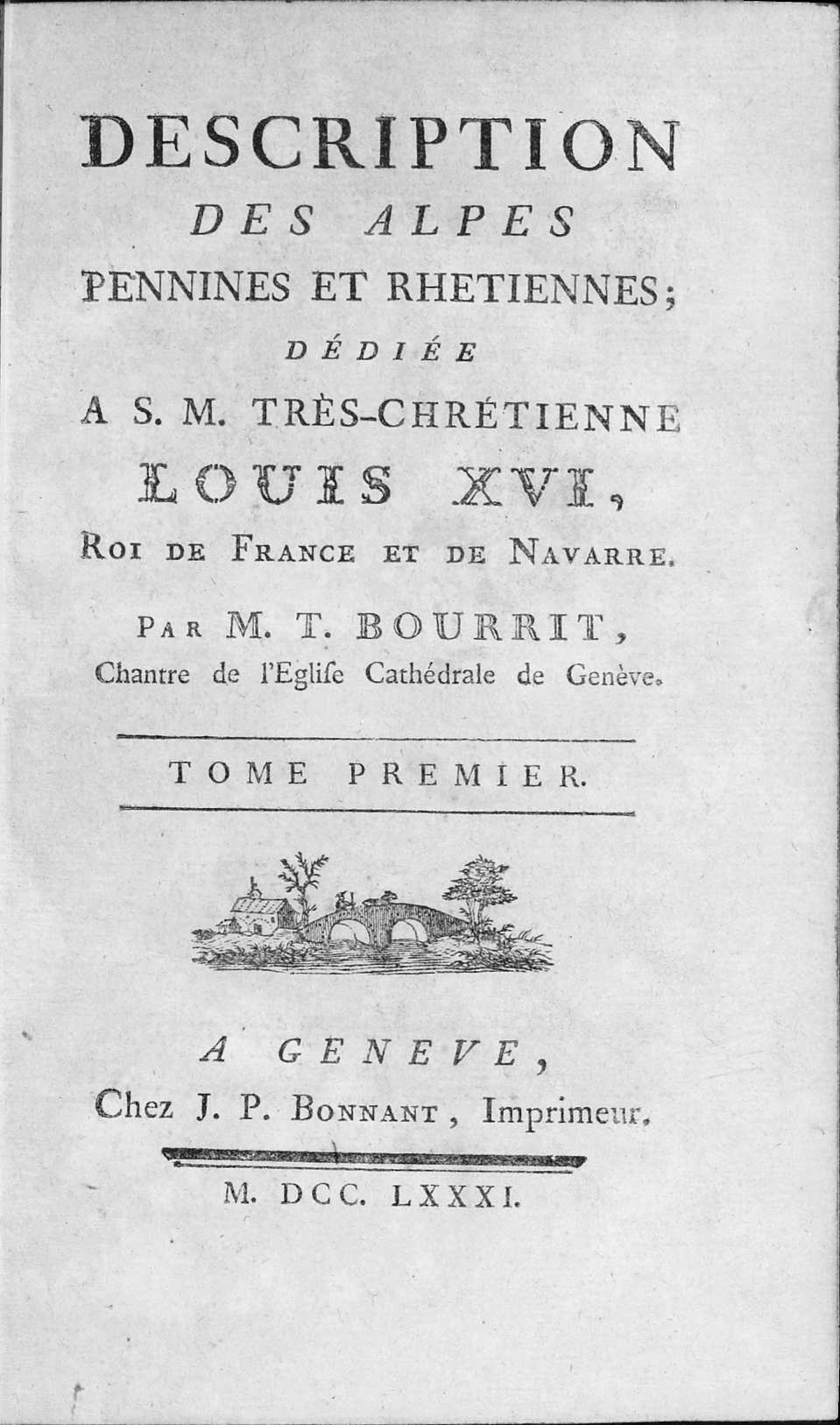
Description des Alpes Pennines et Rhetiennes, 1781

Los escritos de Bourrit están compuestos por un estilo ingenuo, sentimental y más bien pomposo, pero en ellos puedes respirar el amor profundo que sentía por los Alpes como maravillas de la naturaleza y no como objetos de estudio científico. Sus trabajos principales son la Description des glacières de Savoye, 1773 (traducción inglesa, Norwich, 1775–1776), la Description des Alpes pennines et rhétiennes (2 v. 1781), y las Descriptions des cols ou passages des Alpes, (2 v. 1803), mientras que su obra Itinéraire de Genève, Lausanne et Chamouni, publicada en primera instancia en 1791, fue reeditada en numerosas ocasiones durante su vida.